# Care (mitologia)
Nella mitologia greca,  Care  in greco antico: Κάρ? era il nome di colui che creò l'arte inaugurale di trarre auspici dal volo degli uccelli.

## Il mito
Care, cui diede il proprio nome alla Caria intera, viene ricordato, secondo una tradizione, come colui che è riuscito per primo a predire il futuro osservando il volo degli uccelli. Da tale studio vennero in seguito creati i cosiddetti auguri, sacerdoti addetti a tale culto anche nell'antica Roma.

### Fonti
- Plinio il Vecchio, Naturalis historia 7,57

### Moderna
- Luisa Biondetti, Dizionario di mitologia classica, Milano, Baldini&Castoldi, 1997, ISBN 978-88-8089-300-4.